# Émile Piret-Pauchet
Émile Piret, dit Émile Piret-Pauchet (Pauchet étant le nom de son épouse), né à Namur le 25 août 1827 et mort dans sa ville natale le 10 juin 1894, est un industriel et homme politique belge, bourgmestre de Namur de 1876 à 1879.